# Кубок Америки з футболу 2007
Кубок Америки з футболу 2007 — 42-й розіграш головного змагання з футболу серед національних збірних із КОНМЕБОЛ. Турнір проходив з 26 червня по 15 липня 2007 року у Венесуелі. Ця держава приймала Кубок Америки вперше.
Переможцями змагань стала увосьме Бразилія, як і на минулому Кубці Америки, перевершивши у фіналі аргентинців. Бразилія стає володарем Кубка Америки вчетверте за останні 5 розіграшів.
Цей турнір відрізнявся високою результативністю: в 26 матчах забили 86 м'ячів, в середньому -  3,3 гола за гру.

## Арени
| Барінас                       | Баркісімето                                                                                     | Каракас                                                                                         | Маракайбо                       |
| ----------------------------- | ----------------------------------------------------------------------------------------------- | ----------------------------------------------------------------------------------------------- | ------------------------------- |
| Аугустін Товар                | Метрополітано де футбол де Лара                                                                 | Олімпійський                                                                                    | Хосе Паченчо Ромеро             |
| Місткість: 27,500             | Місткість: 42,000                                                                               | Місткість: 24,900                                                                               | Місткість: 40,000               |
|                               |                                                                                                 |                                                                                                 |                                 |
| Матурін                       | Барінас Баркісімето Каракас Маракайбо Матурін Мерида Пуерто-ла-Крус Пуерто-Ордас Сан-Кристобаль | Барінас Баркісімето Каракас Маракайбо Матурін Мерида Пуерто-ла-Крус Пуерто-Ордас Сан-Кристобаль | Мерида                          |
| Монументаль де Матурін        | Барінас Баркісімето Каракас Маракайбо Матурін Мерида Пуерто-ла-Крус Пуерто-Ордас Сан-Кристобаль | Барінас Баркісімето Каракас Маракайбо Матурін Мерида Пуерто-ла-Крус Пуерто-Ордас Сан-Кристобаль | Метрополітано де футбол де Лара |
| Місткість: 52,000             | Барінас Баркісімето Каракас Маракайбо Матурін Мерида Пуерто-ла-Крус Пуерто-Ордас Сан-Кристобаль | Барінас Баркісімето Каракас Маракайбо Матурін Мерида Пуерто-ла-Крус Пуерто-Ордас Сан-Кристобаль | Місткість: 42,000               |
|                               | Барінас Баркісімето Каракас Маракайбо Матурін Мерида Пуерто-ла-Крус Пуерто-Ордас Сан-Кристобаль | Барінас Баркісімето Каракас Маракайбо Матурін Мерида Пуерто-ла-Крус Пуерто-Ордас Сан-Кристобаль |                                 |
| Пуерто-ла-Крус                | Барінас Баркісімето Каракас Маракайбо Матурін Мерида Пуерто-ла-Крус Пуерто-Ордас Сан-Кристобаль | Барінас Баркісімето Каракас Маракайбо Матурін Мерида Пуерто-ла-Крус Пуерто-Ордас Сан-Кристобаль | Пуерто-Ордас                    |
| Олімпійський ім. Луїса Рамоса | Барінас Баркісімето Каракас Маракайбо Матурін Мерида Пуерто-ла-Крус Пуерто-Ордас Сан-Кристобаль | Барінас Баркісімето Каракас Маракайбо Матурін Мерида Пуерто-ла-Крус Пуерто-Ордас Сан-Кристобаль | Полідепортіво Качамай           |
| Місткість: 38,000             | Барінас Баркісімето Каракас Маракайбо Матурін Мерида Пуерто-ла-Крус Пуерто-Ордас Сан-Кристобаль | Барінас Баркісімето Каракас Маракайбо Матурін Мерида Пуерто-ла-Крус Пуерто-Ордас Сан-Кристобаль | Місткість: 41,600               |
|                               | Барінас Баркісімето Каракас Маракайбо Матурін Мерида Пуерто-ла-Крус Пуерто-Ордас Сан-Кристобаль | Барінас Баркісімето Каракас Маракайбо Матурін Мерида Пуерто-ла-Крус Пуерто-Ордас Сан-Кристобаль |                                 |
| Сан-Кристобаль                |                                                                                                 |                                                                                                 |                                 |
| Полідепортіво де Пуебло Нуево |                                                                                                 |                                                                                                 |                                 |
| Місткість: 40,000             |                                                                                                 |                                                                                                 |                                 |
|                               |                                                                                                 |                                                                                                 |                                 |

## Груповий турнір

### Група A
| М | Збірна    | І | В | Н | П | М     | О | Р  | Венесуела | Перу | Уругвай | Болівія |
| - | --------- | - | - | - | - | ----- | - | -- | --------- | ---- | ------- | ------- |
| 1 | Венесуела | 3 | 1 | 2 | 0 | 4 - 2 | 5 | +2 |           | 2:0  | 0:0     | 2:2     |
| 2 | Перу      | 3 | 1 | 1 | 1 | 5 - 4 | 4 | +1 | 0:2       |      | 3:0     | 2:2     |
| 3 | Уругвай   | 3 | 1 | 1 | 1 | 1 - 3 | 4 | -2 | 0:0       | 0:3  |         | 1:0     |
| 4 | Болівія   | 3 | 0 | 2 | 1 | 4 - 5 | 2 | -1 | 2:2       | 2:2  | 0:1     |         |

| 26 червня 2007 18:05 |

| Уругвай | 0–3      | Перу                                  |
| ------- | -------- | ------------------------------------- |
|         | Протокол | Віллальта 27' Маріньо 70' Ґерреро 88' |

| Метрополітано де футбол де Лара, Мерида Глядачів: 23,000 Арбітр: Карлос Амарілья (Парагвай) |

| 26 червня 2007 20:50 |

| Венесуела               | 2–2      | Болівія             |
| ----------------------- | -------- | ------------------- |
| Мальдонадо 20' Паес 55' | Протокол | Морено 38' Арсе 84' |

| Полідепортіво де Пуебло Нуево, Сан-Кристобаль Глядачів: 40,000 Арбітр: Маурісіо Рейносо (Еквадор) |

| 30 червня 2007 16:05 |

| Болівія | 0–1      | Уругвай    |
| ------- | -------- | ---------- |
|         | Протокол | Санчес 58' |

| Полідепортіво де Пуебло Нуево, Сан-Кристобаль Глядачів: 40,000 Арбітр: Балдомеро Толедо (США) |

| 30 червня 2007 18:20 |

| Венесуела                | 2–0      | Перу |
| ------------------------ | -------- | ---- |
| Січеро 48' Арісменді 79' | Протокол |      |

| Полідепортіво де Пуебло Нуево, Сан-Кристобаль Глядачів: 40,000 Арбітр: Беніто Арчундіа (Мексика) |

| 3 липня 2007 18:35 |

| Перу             | 2–2      | Болівія               |
| ---------------- | -------- | --------------------- |
| Пісарро 34', 85' | Протокол | Морено 24' Кампос 45' |

| Метрополітано де футбол де Лара, Мерида Глядачів: 42,000 Арбітр: Карлос Чанді (Чилі) |

| 3 липня 2007 20:50 |

| Венесуела | 0–0      | Уругвай |
| --------- | -------- | ------- |
|           | Протокол |         |

| Метрополітано де футбол де Лара, Мерида Глядачів: 42,000 Арбітр: Карлос Сімон (Бразилія) |

### Група В
| М | Збірна   | І | В | Н | П | М     | О | Р  | Мексика | Бразилія | Чилі | Еквадор |
| - | -------- | - | - | - | - | ----- | - | -- | ------- | -------- | ---- | ------- |
| 1 | Мексика  | 3 | 2 | 1 | 0 | 4 - 1 | 7 | +3 |         | 2:0      | 0:0  | 2:1     |
| 2 | Бразилія | 3 | 2 | 0 | 1 | 4 - 2 | 6 | +2 | 0:2     |          | 3:0  | 1:0     |
| 3 | Чилі     | 3 | 1 | 1 | 1 | 3 - 5 | 4 | -2 | 0:0     | 0:3      |      | 3:2     |
| 4 | Еквадор  | 3 | 0 | 0 | 3 | 3 - 6 | 0 | -3 | 1:2     | 0:1      | 2:3  |         |

| 27 червня 2007 18:35 |

| Еквадор                  | 2–3      | Чилі                          |
| ------------------------ | -------- | ----------------------------- |
| Валенсія 16' Бенітес 23' | Протокол | Суасо 20', 80' Вільянуева 86' |

| Полідепортіво Качамей, Пуерто Ордаз Глядачів: 35,000 Арбітр: Оскар Руїс (Колумбія) |

| 27 червня 2007 20:50 |

| Бразилія | 0–2      | Мексика                   |
| -------- | -------- | ------------------------- |
|          | Протокол | Кастільйо 23' Моралес 28' |

| Полідепортіво Качамей, Пуерто Ордаз Глядачів: 40,000 Арбітр: Серхіо Пессотта (Аргентина) |

| 1 липня 2007 16:05 |

| Бразилія                     | 3–0      | Чилі |
| ---------------------------- | -------- | ---- |
| Робінью 36' (пен.), 84', 87' | Протокол |      |

| Монументаль де Матурін, Матурін Глядачів: 52,000 Арбітр: Карлос Торрес (Парагвай) |

| 1 липня 2007 18:20 |

| Мексика                 | 2–1      | Еквадор    |
| ----------------------- | -------- | ---------- |
| Кастільйо 21' Браво 79' | Протокол | Мендес 84' |

| Монументаль де Матурін, Матурін Глядачів: 52,000 Арбітр: Рене Ортубе (Болівія) |

| 4 липня 2007 18:35 |

| Мексика | 0–0      | Чилі |
| ------- | -------- | ---- |
|         | Протокол |      |

| Олімпійський ім. Луїса Рамоса, Пуерто-ла-Крус Глядачів: 38,000 Арбітр: Карлос Амарілья (Парагвай) |

| 4 липня 2007 20:50 |

| Бразилія           | 1–0      | Еквадор |
| ------------------ | -------- | ------- |
| Робінью 56' (пен.) | Протокол |         |

| Олімпійський ім. Луїса Рамоса, Пуерто-ла-Крус Глядачів: 38,000 Арбітр: Серхіо Пессотта (Аргентина) |

### Група С
| М | Збірна    | І | В | Н | П | М     | О | Р  | Аргентина | Парагвай | Колумбія | США |
| - | --------- | - | - | - | - | ----- | - | -- | --------- | -------- | -------- | --- |
| 1 | Аргентина | 3 | 3 | 0 | 0 | 9 - 3 | 9 | +6 |           | 1:0      | 4:2      | 4:1 |
| 2 | Парагвай  | 3 | 2 | 0 | 1 | 8 - 2 | 6 | +6 | 0:1       |          | 5:0      | 3:1 |
| 3 | Колумбія  | 3 | 1 | 0 | 2 | 3 - 9 | 3 | -6 | 2:4       | 0:5      |          | 1:0 |
| 4 | США       | 3 | 0 | 0 | 3 | 2 - 8 | 0 | -6 | 1:4       | 1:3      | 0:1      |     |

| 28 червня 2007 18:35 |

| Парагвай                                   | 5–0      | Колумбія |
| ------------------------------------------ | -------- | -------- |
| Санта-Крус 30', 46', 80' Кабаньяс 84', 88' | Протокол |          |

| Хосе Паченчо Ромеро, Маракайбо Глядачів: 34,500 Арбітр: Хорхе Ларріонда (Уругвай) |

| 28 червня 2007 20:50 |

| Аргентина                           | 4–1      | США               |
| ----------------------------------- | -------- | ----------------- |
| Креспо 11', 60' Аймар 76' Тевес 84' | Протокол | Джонсон 9' (пен.) |

| Хосе Паченчо Ромеро, Маракайбо Глядачів: 34,500 Арбітр: Карлос Чанді (Чилі) |

| 2 липня 2007 18:35 |

| США       | 1–3      | Парагвай                               |
| --------- | -------- | -------------------------------------- |
| Кларк 35' | Протокол | Баррето 29' Кардосо 56' Кабаньяс 90+2' |

| Аугустін Товар, Барінас Глядачів: 28,200 Арбітр: Віктор Рівера (Перу) |

| 2 липня 2007 20:50 |

| Аргентина                                        | 4–2      | Колумбія                  |
| ------------------------------------------------ | -------- | ------------------------- |
| Креспо 20' (пен.) Рікельме 34', 45' Міліто 90+1' | Протокол | Переа 10' Кастрільйон 76' |

| Хосе Паченчо Ромеро, Маракайбо Глядачів: 40,000 Арбітр: Карлос Сімон (Бразилія) |

| 5 липня 2007 18:35 |

| США | 0–1      | Колумбія        |
| --- | -------- | --------------- |
|     | Протокол | Кастрільйон 15' |

| Метрополітано де футбол де Лара, Баркісімето Глядачів: 37,500 Арбітр: Мануель Андарсіа (Венесуела) |

| 5 липня 2007 20:50 |

| Аргентина     | 1–0      | Парагвай |
| ------------- | -------- | -------- |
| Маскерано 79' | Протокол |          |

| Метрополітано де футбол де Лара, Баркісімето Глядачів: 37,500 Арбітр: Хорхе Ларріонда (Уругвай) |

### Збірні котрі посіли третє місце
Дві кращі збірні, які посіли треті місця в своїх групах вийшли до 1/4 фіналу
| Група | Збірна   | І | В | Н | П | М   | О  | Р |
| ----- | -------- | - | - | - | - | --- | -- | - |
| B     | Чилі     | 3 | 1 | 1 | 1 | 3:5 | −2 | 4 |
| A     | Уругвай  | 3 | 1 | 1 | 1 | 1:3 | −2 | 4 |
| C     | Колумбія | 3 | 1 | 0 | 2 | 3:9 | −6 | 3 |

## Плей-оф
Збірні, які посіли перше та друге місце в своїх групах, та дві кращі збірні, які посіли треті місця вийшли до 1/4 фіналу.
|  | 1/4 фіналу               | 1/4 фіналу              |                      |         | 1/2 фіналу      | 1/2 фіналу      |  |  | Фінал              | Фінал |
|  |                          |                         |                      |         |                 |                 |  |  |                    |       |
|  | 7 липня - Сан-Кристобаль |                         |                      |         |                 |                 |  |  |                    |       |
|  |                          |                         |                      |         |                 |                 |  |  |                    |       |
|  | Венесуела                | 1                       |                      |         |                 |                 |  |  |                    |       |
|  | Венесуела                | 1                       | 10 липня - Маракайбо |         |                 |                 |  |  |                    |       |
|  | Уругвай                  | 4                       |                      |         |                 |                 |  |  |                    |       |
|  | Уругвай                  | 4                       | Уругвай              | 2 (4)   |                 |                 |  |  |                    |       |
|  | 7 липня - Пуерто ла Крус |                         | Уругвай              | 2 (4)   |                 |                 |  |  |                    |       |
|  |                          | Бразилія                | 2 (5)                |         |                 |                 |  |  |                    |       |
|  | Чилі                     | Бразилія                | 2 (5)                | 1       |                 |                 |  |  |                    |       |
|  | Чилі                     |                         | 15 липня - Маракайбо | 1       |                 |                 |  |  |                    |       |
|  | Бразилія                 | 6                       |                      |         |                 |                 |  |  |                    |       |
|  | Бразилія                 | 6                       | Бразилія             | 3       |                 |                 |  |  |                    |       |
|  | 8 липня - Матурін        |                         | Бразилія             | 3       |                 |                 |  |  |                    |       |
|  |                          | Аргентина               | 0                    |         |                 |                 |  |  |                    |       |
|  | Мексика                  | Аргентина               | 0                    | 6       |                 |                 |  |  |                    |       |
|  | Мексика                  | 11 липня - Пуерто Ордас |                      | 6       |                 |                 |  |  |                    |       |
|  | Парагвай                 | 0                       |                      |         |                 |                 |  |  |                    |       |
|  | Парагвай                 | 0                       | Мексика              | 0       | Матч за 3 місце | Матч за 3 місце |  |  |                    |       |
|  | 8 липня - Баркісімето    |                         | Мексика              | 0       | Матч за 3 місце | Матч за 3 місце |  |  |                    |       |
|  |                          | Аргентина               | 3                    |         |                 |                 |  |  |                    |       |
|  | Аргентина                | Аргентина               | 3                    | 4       | Уругвай         | 1               |  |  |                    |       |
|  | Аргентина                |                         |                      | 4       | Уругвай         | 1               |  |  |                    |       |
|  | Перу                     | 0                       |                      | Мексика | 3               |                 |  |  |                    |       |
|  | Перу                     | 0                       |                      |         | 3               |                 |  |  |                    |       |
|  |                          |                         |                      |         |                 |                 |  |  | 14 липня - Каракас |       |
|  |                          |                         |                      |         |                 |                 |  |  |                    |       |

### Чвертьфінали
| 7 липня, 2007 18:05 |

| Венесуела  | 1–4        | Уругвай                                   |
| ---------- | ---------- | ----------------------------------------- |
| Аранго 41' | (Протокол) | Форлан 38', 90+1' Гарсія 64' Родрігес 86' |

| «Полідепортіво де Пуебло Нуево», Сан-Кристобаль Глядачів: 41,200 Арбітр: Карлос Чанді (Чилі) |

| 7 липня, 2007 20:50 |

| Чилі      | 1–6        | Бразилія                                                        |
| --------- | ---------- | --------------------------------------------------------------- |
| Суасо 76' | (Протокол) | Жуан 16' Баптіста 23' Робінью 27', 50' Жозуе 68' Вагнер Лав 85' |

| Олімпійський ім. Луїса Рамоса, Пуерто-ла-Крус Глядачів: 38,000 Арбітр: Хорхе Ларріонда (Уругвай) |

| 8 липня, 2007 16:05 |

| Мексика                                                                     | 6–0        | Парагвай |
| --------------------------------------------------------------------------- | ---------- | -------- |
| Кастільйо 5' (пен.), 38' Торрадо 27' Арсе 79' Бланко 87' (пен.) Браво 90+1' | (Протокол) |          |

| Монументаль де Матурін, Матурін Глядачів: 52,000 Арбітр: Серджіо Пеццотта (Аргентина) |

| 8 липня, 2007 18:50 |

| Аргентина                                 | 4–0        | Перу |
| ----------------------------------------- | ---------- | ---- |
| Рікельме 47', 85' Мессі 61' Маскерано 75' | (Протокол) |      |

| Метрополітано де футбол де Лара, Баркісімето Глядачів: 38,800 Арбітр: Карлос Сімон (Бразилія) |

### Півфінали
| 10 липня, 2007 20:50 |

| Уругвай              | 2–2        | Бразилія                |
| -------------------- | ---------- | ----------------------- |
| Форлан 36' Абреу 69' | (Протокол) | Майкон 13' Баптіста 41' |

| Хосе Паченчо Ромеро, Маракайбо Глядачів: 38,100 Арбітр: Оскар Руїс (Колумбія) |

|                                                                 |     | Пенальті                                                               |  |
| Форлан · Скотті · Гонсалес · Родрігес · Абреу · Гарсія · Лугано | 4–5 | Робінью · Жуан · Жілберту Сілва · Афонсо · Дієго · Фернандо · Жілберту |  |

| 11 липня, 2007 20:50 |

| Мексика | 0–3        | Аргентина                                |
| ------- | ---------- | ---------------------------------------- |
|         | (Протокол) | Гайнце 45' Мессі 61' Рікельме 65' (пен.) |

| Полідепортіво Качамей, Пуерто Ордаз Глядачів: 41,600 Арбітр: Карлос Чанді (Чилі) |

### Матч за третє місце
| 14 липня, 2007 17:05 |

| Мексика                                  | 3–1        | Уругвай   |
| ---------------------------------------- | ---------- | --------- |
| Бланко 36' (пен.) Браво 68' Гвардадо 76' | (Протокол) | Абреу 22' |

| Олімпійський, Каракас Глядачів: 25,000 Арбітр: Рейносо (Еквадор) |

### Фінал
| 15 липня, 2007 17:05 |

| Бразилія                              | 3–0        | Аргентина |
| ------------------------------------- | ---------- | --------- |
| Баптіста 4' Аяла 40' (авт.) Алвес 69' | (Протокол) |           |

| Хосе Паченчо Ромеро, Маракайбо Глядачів: 40,000 Арбітр: Карлос Амарілья (Парагвай) |

| Кубок Америки з футболу 2007 |
| ---------------------------- |
| Бразилія 8-й титул           |